# Kraftradmelder

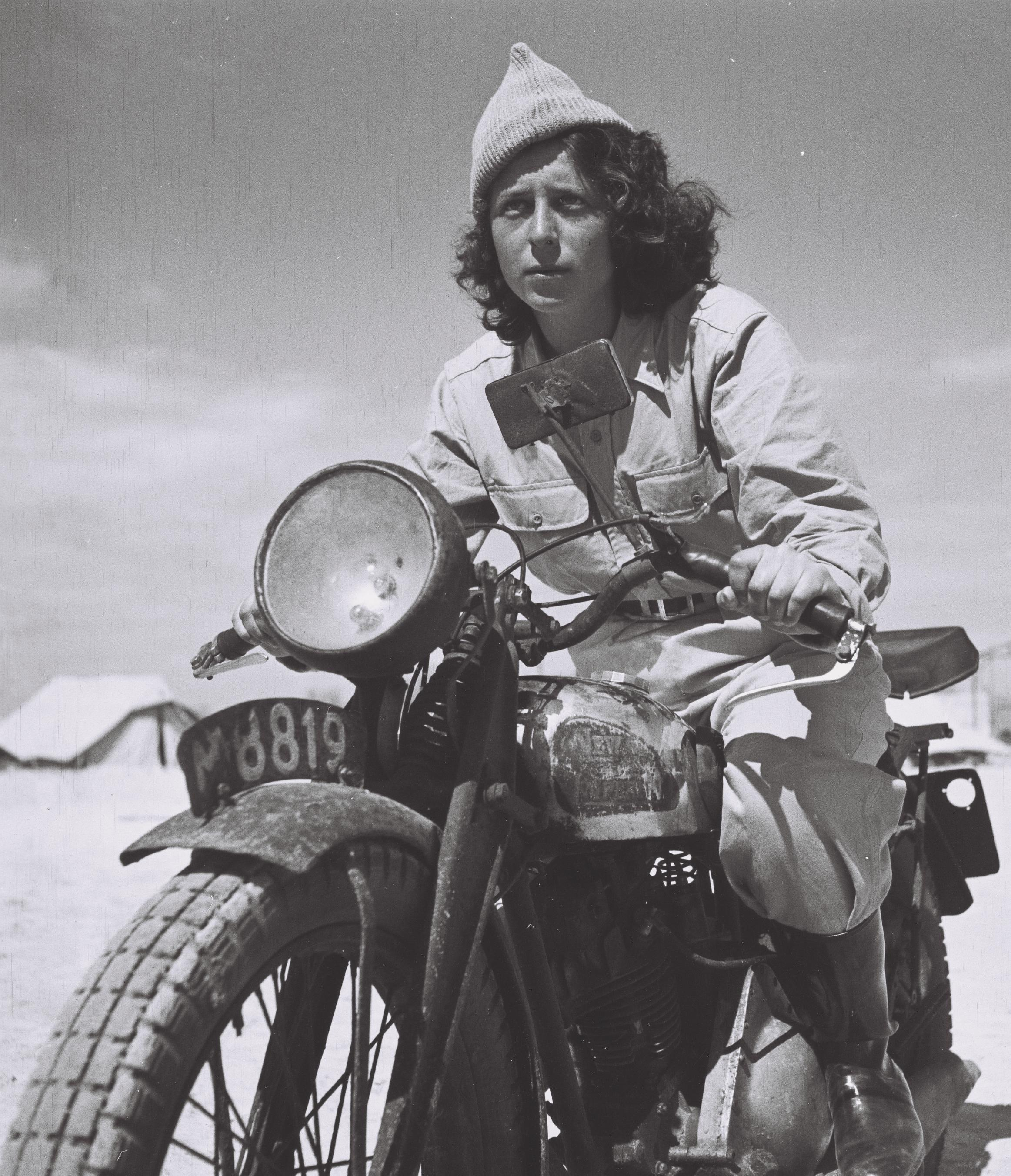
Kradmelderin der Hagana, 1948

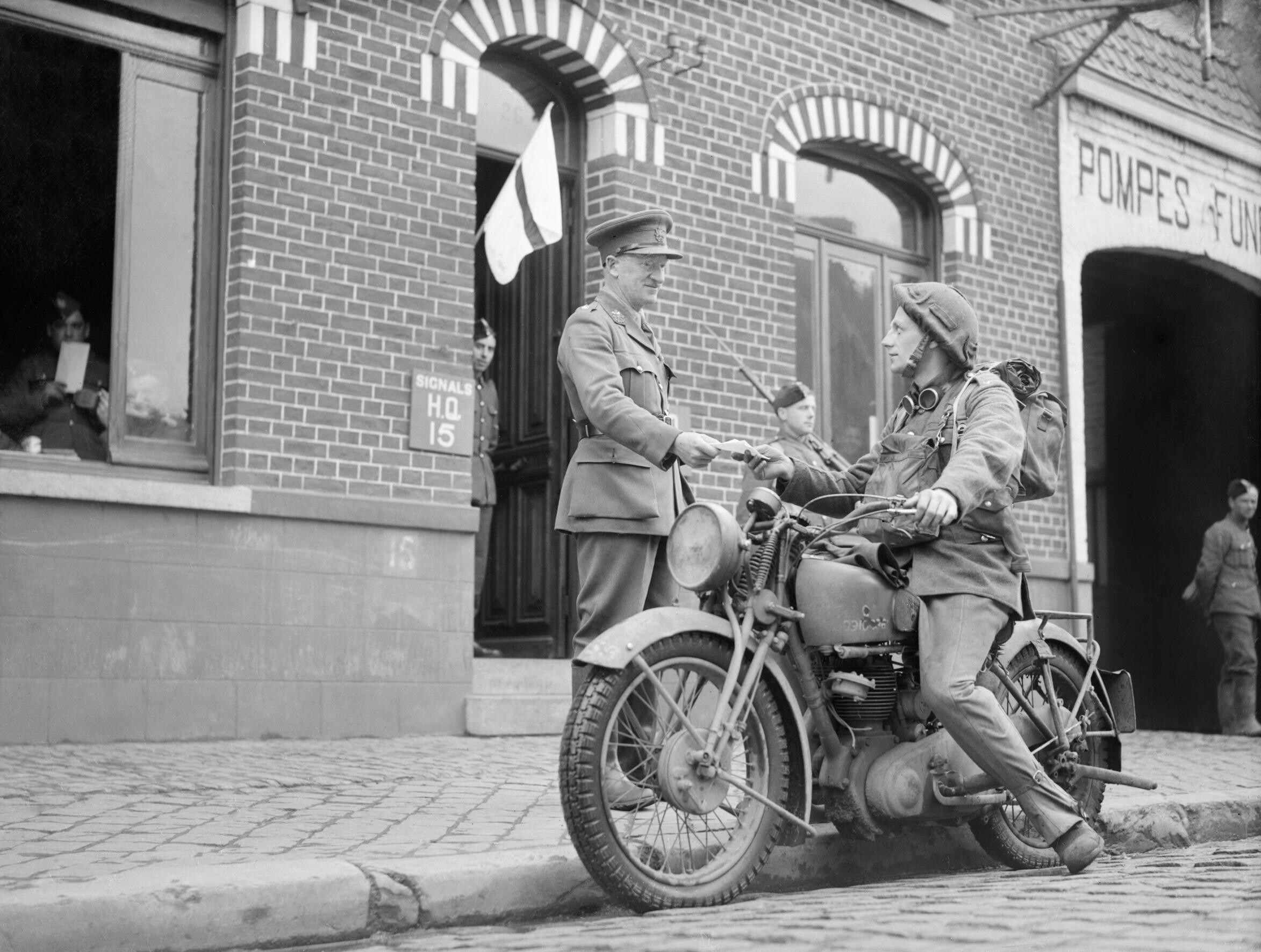
Britischer Despatch Rider auf einer Norton WD16H (1939).

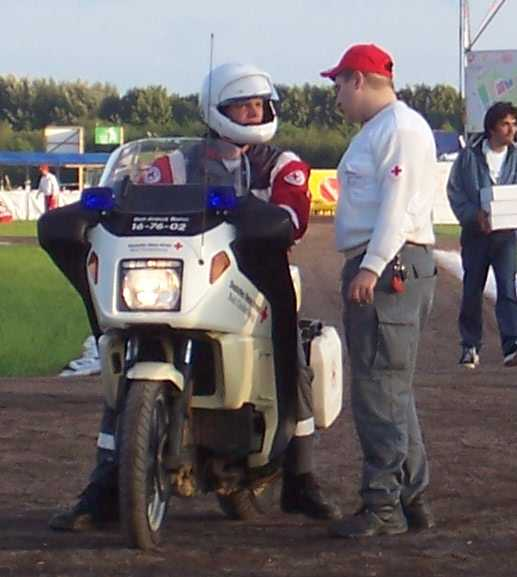
Kraftradmelder auf dem Weltjugendtag 2005

Kraftradmelder (kurz Kradmelder) werden bei Streitkräften und Hilfsorganisationen als Verbinder und Erkunder per Kraftrad eingesetzt.

## Verwendung alsKradmelder
In Gefechten ist die Tätigkeit als (Krad-)Melder äußerst gefährlich, da es für den Gegner sehr lohnend ist, die Verbindungen unter den feindlichen Truppenteilen zu unterbinden. In modernen Gefechtsszenarien werden wegen der vielfach weit fortgeschrittenen Kommunikationstechnik (Network-Centric Warfare) Kradmelder nur noch bedingt eingesetzt. Trotzdem sind ab der Führungsebene eines Zuges zur übergeordneten Kompanie Melder zu Fuß und von der Kompanie zum Bataillonsgefechtsstand Kradmelder einzusetzen. Vom Zug wird dazu jeweils ein Melder zu Fuß zum Kompaniegefechtsstand entsandt und verbleibt dort, wohingegen jeweils vom Bataillons-Erkundungs- und Verbindungszug ein Kradmelder, heute auch mit Quad zum Kompaniegefechtsstand eingesetzt wird. Dies ist durch die unterschiedliche Gliederung der Führungsgruppe oder Bataillonsstab bedingt. Dabei kann der Kradmelder, insbesondere auch Quad mit Anhänger, in geringem Umfang dringende Versorgungsgüter mit nach vorne bringen. Die Meldestrecke ist einzufahren, jeder Melder legt einmalig den Weg vom Meldepunkt zum jeweiligen Gefechtsstand zurück.

## Bundeswehr
Bei der Bundeswehr sind Kraftradmelder der Stabs- und Versorgungskompanie unterstellt. Seit 1970 wurden hier Hercules-K-125-BW-Motorräder eingesetzt, welche später durch KTM 400 LS-E Military ersetzt wurden. Die KTM wurde wiederum von der BMW G 650 GS abgelöst. Als Nachfolgemodell werden seit 2019 Motorräder des Typs BMW F 850 GS verwendet. Seit 2025 werden Motorräder des Typs Ténéré 700 vom japanischen Herstellers Yamaha eingesetzt und lösen das BMW-Vorgängermodell ab.
Kraftradmelder in der Bundeswehr verloren jahrzehntelang etwas an Bedeutung. Ab der Annexion der Krim 2014 gewannen sie im Rahmen der Landes- und Bündnisverteidigung wieder an Bedeutung. Die Kraftfahrausbildungszentrum in Kümmersbruck bildet als einzige Motorradfahrschule der Bundeswehr jährlich bis zu 350 Kraftradfahrer in 24-tägigen Lehrgängen aus.

## Weitere Verwendungen
Kraftradmelder begleiten Kolonnen als Verkehrssicherungsposten oder übernehmen Kurierdienste bei ausgefallenen Kommunikationssystemen. Sie sind, wie ihr Name sagt, mit Krafträdern motorisiert. Nicht motorisierte Melder werden als Meldegänger oder Meldereiter bezeichnet.
Bei Hilfsorganisationen werden Kraftradmelder auch als Helfer vor Ort oder Ersthelfer in unübersichtlichem Gelände eingesetzt. Voraussetzung dafür ist eine entsprechende Ausbildung und Ausrüstung. Bei größeren Einsätzen kann der Kraftradmelder als Lotse für anrückende ortsfremde Einheiten tätig werden.
Weiterhin werden Kraftradmelder als Erkunder für Feldkabelstrecken eingesetzt.